# Березівка (Малинський район)
Березівка (пол. Berezówka, рос. Березовка) — колишня слобода у Базарській волості Овруцького повіту Волинської губернії та село у Вишівській (П'ятидубській), Рубежівській, Гуто-Мар'ятинській і Морозівській сільських радах Базарського, Народицького, Овруцького і Малинського районів Коростенської й Волинської округ, Київської та Житомирської областей.

## Населення
В кінці 19 століття в слободі нараховувалося 21 двір та 129 мешканців, на 1906 рік — 21 двір та 140 мешканців, у 1923 році кількість населення становила 210 осіб, кількість дворів — 39.
Станом на 1 жовтня 1941 року в селі налічувалося 36 дворів з 144 мешканцями в них, в тому числі: чоловіків — 55 та жінок — 89.

## Історія
Наприкінці 19 століття — слобода Базарської волості Овруцького повіту Волинської губернії, за 56 верст від Овруча.
В 1906 році — слобода в складі Базарської волості (1-го стану) Овруцького повіту Волинської губернії. Відстань до повітового центру, міста Овруч, становила 62 версти, до волосної управи, в містечку Базар — 12 верст. Найближче поштово-телеграфне відділення розташовувалось в Овручі.
У 1923 році — село (сільце), включене до складу новоствореної П'ятидубської сільської ради, котра від 7 березня 1923 року стала частиною новоутвореного Базарського району Коростенської округи. Розміщувалося за 39 верст від районного центру, міст. Базар, та пів версти від центру сільської ради, с. П'ятидуб.
21 січня 1926 року включене до складу новоствореної Рубежівської сільської ради Базарського району. 11 серпня 1954 року, внаслідок виконання указу Президії Верховної ради УРСР «Про укрупнення сільських рад по Житомирській області», Рубежівську сільську раду ліквідовано, село передане до складу Гуто-Мар'ятинської сільської ради Базарського району Житомирської області. 21 січня 1959 року, внаслідок ліквідації Базарського району, село, в складі сільської ради, увійшло до Народицького району, 30 грудня 1962 року — Овруцького, 7 січня 1963 року — Малинського, 8 грудня 1966 року — Народицького районів.
9 грудня 1966 року, відповідно до рішення Житомирського облвиконкому № 638 «Про зміни в адміністративному підпорядкуванні деяких населених пунктів області», село передане до складу Вишівської сільської ради Малинського району. 10 травня 1972 року, відповідно до рішення Житомирського ОВК № 194 «Про ліквідацію, утворення окремих сільрад та зміни в адміністративному підпорядкуванні деяких населених пунктів Любарського і Малинського районів», село передане до складу Морозівської сільської ради Малинського району. Розміщувалося за 27 км північно-східніше районного центру м. Малин та залізничної станції Малин.
Зняте з обліку 9 грудня 1985 року, відповідно до рішення виконкому Житомирської обласної ради.